# Кузнецов, Владимир Степанович (управленец)
Владимир Степанович Кузнецов (31.05.1917 — 2006) — руководитель промышленных и конструкторских предприятий.

## Биография
Родился 31.05.1917 в с. Калмык Борисоглебского уезда Тамбовской губернии.
После окончания Ленинградского политехнического института (1940) работал инженером в Северодвинске.
В 1945—1954 гг. директор Саратовского завода строительных машин.
В 1954—1961 гг. директор завода № 205 (будущее ПО «Корпус»). В период его руководство освоен выпуск ряда приборов ракетно-космической техники, в том числе изготовлен гироскоп для первого космического корабля «Восток».
В 1961—1971 гг. первый директор ЦКБ измерительной аппаратуры (ЦКБ ИА) (будущее ОАО «ЦНИИИА») (разработка изделий электронной техники). Были разработаны измерители параметров СВЧ-приборов, СВЧ-устройства, измерители параметров магнитных систем вакуумных СВЧ-приборов, и т. д., а также ЭВМ «Саратов».
С 1971 г. работал в нефтегазовом комплексе.
Кандидат технических наук.
Заслуженный машиностроитель РСФСР. Награждён орденами Трудового Красного Знамени (1959), Ленина (1961), Октябрьской революции (1971).